# Parc national de Färnebofjärden
Vous lisez un « article de qualité » labellisé en 2011.
Le parc national de Färnebofjärden (en suédois Färnebofjärdens nationalpark) est un parc national suédois traversé par le fleuve Dalälven, à environ 140 km au nord de Stockholm. Il couvre 10 100 ha dont 4 110 aquatiques, à la frontière entre les comtés d'Uppsala, de Västmanland, de Dalécarlie et de Gävleborg.
Après le retrait de l'inlandsis qui recouvrait la région lors de la dernière glaciation, le fleuve se trouva détourné par un esker et arriva dans une plaine uniquement coupée par les crêtes d'autres eskers, où il forma une succession de rapides et des baies étendues (appelés fjärd) qu'il inonde lors des crues de printemps. Cette hydrographie particulière, jointe à la proximité de la limite biologique entre le nord et le sud, a favorisé le développement d'une faune et flore d'une grande diversité. Le parc possède ainsi des forêts de conifères, des forêts mixtes, ainsi que des forêts de feuillus, dont certaines très anciennes, épargnées par l'industrie forestière du fait de leur inaccessibilité. Ces forêts constituent le milieu idéal pour de nombreuses espèces, en particulier d'oiseaux, avec des densités très importantes de pics, de chouettes et de hiboux.
Si la présence des hommes fut relativement discrète depuis l'âge de la pierre, principalement concentrée sur les eskers, le développement des activités minières (en particulier de fer) ont profondément affecté la région. Les forêts furent exploitées afin d'alimenter les forges qui s'implantèrent le long du fleuve pour utiliser son énergie. Une des plus importantes était celle de Gysinge, fondée en 1668 et située à proximité immédiate du parc. En 1975, c'est en réaction à une menace d'abattage massif d'une vaste forêt que l'élan pour la création du parc national prit naissance, pour aboutir à son ouverture en 1998. Le parc fut ensuite intégré au réseau Natura 2000 et porté sur la liste de la convention de Ramsar sur les zones humides.
Le parc et ses environs sont des destinations touristiques importantes. Le fleuve est son mode de découverte privilégié, quelques sentiers de randonnée permettant d'autres explorations. Le parc est également apprécié par les pêcheurs.

## Toponymie
Le parc tire son nom de Färnebofjärden, qui désigne toute la section du fleuve comprise entre Tyttbo et Gysinge. Ce nom signifie le « fjärd de Färnebo ». Le mot suédois fjärd a la même étymologie que le mot norvégien fjord, qui signifient dans les langues scandinaves une étendue d'eau de type chenal. La plupart des étendues d'eau appelées fjord en Norvège étant des vallées glaciaires escarpées dans laquelle pénètre la mer, ce fut cette définition plus restrictive qui passa en français. Le nom Fjärnebo est l'ancien nom du village d'Österfärnebo (« Färnebo de l'est »), situé près du parc, dont le nom a changé au XVIIe siècle pour le distinguer du Färnebo du Västmanland, qui lui fut baptisé Västerfärnebo (« Färnebo de l'ouest »). Le nom du village signifierait « l'habitation (bo) près du fjärd des prêles (fräken qui donna Färne) ».

## Géographie

### Localisation et frontières

Carte du parc.

Le parc national est situé dans les communes de Sala, de Heby, d'Avesta et de Sandviken. Il couvre une section du Bas-Dalälven, qui est depuis au moins le Moyen Âge la frontière entre le Svealand et le Norrland. Ainsi, le parc national est situé à cheval sur les comtés de Västmanland, Dalécarlie, Uppsala et Gävleborg. L'entrée principale du parc, à Gysinge, est située à 77 km d'Uppsala et donc environ 140 km de Stockholm.
Le parc comprend l'essentiel du fjärd Färnebofjärden et des zones que le fleuve inonde lors de ses grandes crues, ainsi qu'une partie des plaines environnantes. Il couvre ainsi une superficie de 10 100 ha, dont 4 110 ha aquatiques. Seules la partie du fjärd autour des péninsules d'Östa et d'Ista ne sont pas incluses dans le parc, étant habitées, mais sont protégées par les réserves naturelles d'Ista (770 ha) et d'Östa (600 ha). De plus, le parc est bordé de plusieurs autres réserves naturelles : la réserve naturelle d'Hedesundafjärden (920 ha), la réserve naturelle de Jordbärsmuren-Ålbo (950 ha) et la réserve naturelle de Gysinge (463 ha), pour une superficie cumulée de 3 000 ha.

### Relief
Le relief du parc est plutôt plat, avec une altitude allant de 56 à 75 m au-dessus de la mer. Certains endroits sont cependant relativement vallonnés, tels que Torrösundet, Långvindsjön et les vallées de la Tiån et de la Storån. Par ailleurs, le parc est traversé par la crête Enköpingsåsen, d'une hauteur maximale de 18 m, sillonnant la région sur 300 km entre Trosa au sud et Bollnäs au nord. Cette crête traverse le fleuve et y crée par exemple l'île de Sandön et la péninsule d'Ista. Le fleuve a largement inondé cette zone plate et irrégulière, créant une mosaïque d'eau, de terre et de marécages. Le parc compte ainsi de nombreuses baies (Östaviken, Andersboviken, Edsviken, etc.), ainsi que plus de 200 îles et îlots, les plus grandes îles étant Mattön, Torrön, Ängsön, Vedön, Rosön et Västerön.

### Climat
Le parc est baigné dans un climat continental (Dfb selon la classification de Köppen), avec des précipitations principalement en été. Il se situe à la frontière climatique entre le nord et le sud, ce qui fait partie des points déterminants pour l'existence de la ligne Limes Norrlandicus. La couverture neigeuse dure en moyenne un peu plus de 3 mois et le fleuve est gelé pendant une période à peu près similaire, exception faite des rapides, qui restent libres de glace durant la plus grande partie de l'hiver.
| Mois                     | jan. | fév. | mars | avril | mai  | juin | jui. | août | sep. | oct. | nov. | déc. | année |
| ------------------------ | ---- | ---- | ---- | ----- | ---- | ---- | ---- | ---- | ---- | ---- | ---- | ---- | ----- |
| Température moyenne (°C) | −5,5 | −5,4 | −1,6 | 3,1   | 9,3  | 14,2 | 15,5 | 14,2 | 9,9  | 5,5  | 0,4  | −3,8 | 4,7   |
| Précipitations (mm)      | 36,8 | 26,7 | 27,8 | 31,4  | 32,6 | 40,9 | 62,5 | 67,9 | 58,2 | 48,5 | 49,3 | 40,9 | 523,6 |

### Hydrographie
Le parc est situé sur le cours du Dalälven, deuxième plus long fleuve suédois avec 541 km. Le fleuve est issu de la confluence du Västerdalälven et Österdalälven au niveau de la commune de Gagnef. Au niveau d'Avesta, le fleuve, qui était jusque-là dans une vallée relativement encaissée, entre dans ce que l'on appelle le Bas-Dalälven (Nedre Dalälven), où de larges plaines régulièrement inondées (appelées fjärd) alternent avec des zones de rapides. Färnebofjärden est la première grande zone inondée du Bas-Dalälven, située entre les rapides de Tyttbo à l'ouest et de Gysinge/Sevedskvarn à l'est.

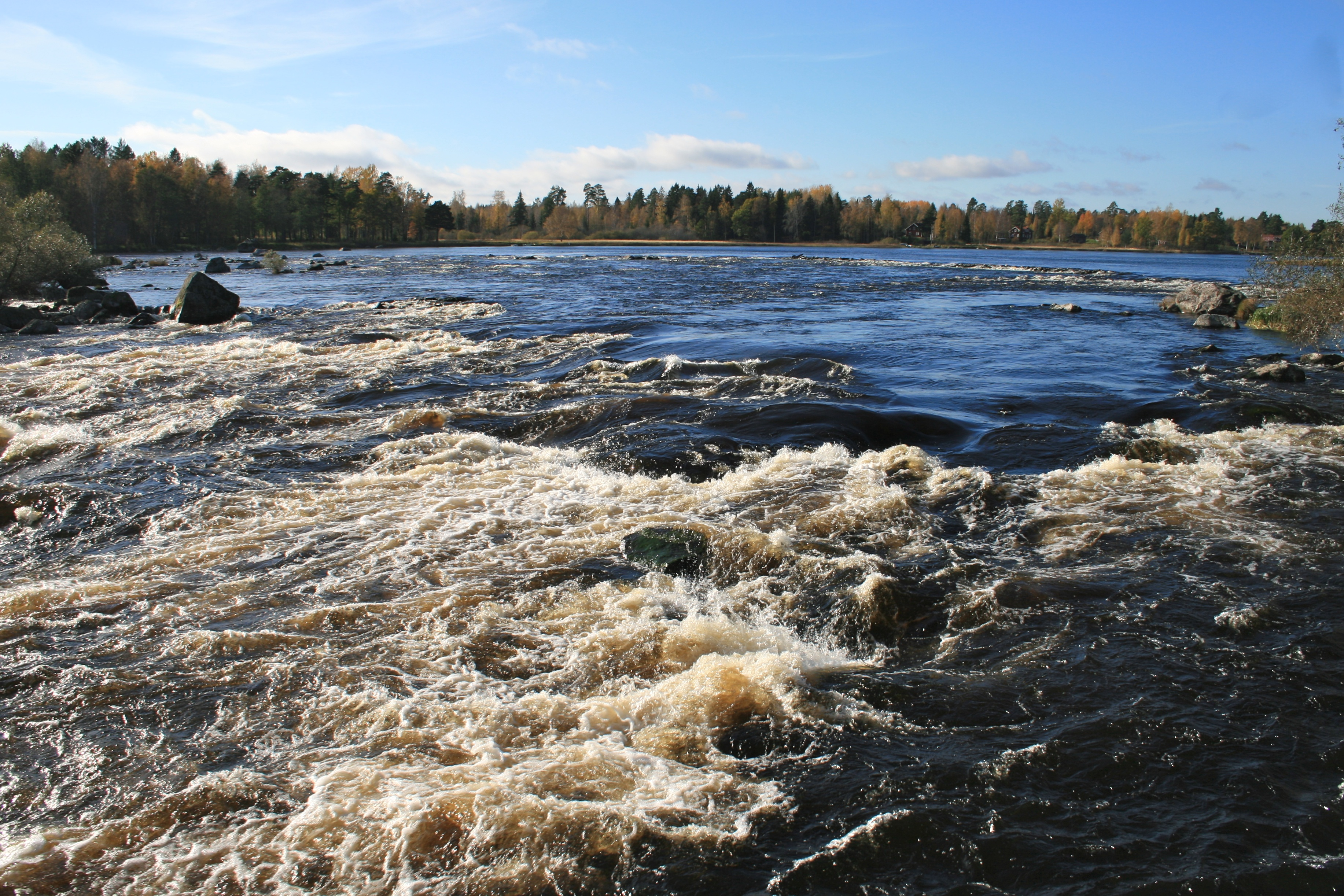
Les rapides de Gysinge.

Au niveau de Gysinge, le fleuve a déjà un bassin versant de 28 000 km2, pour un débit moyen de 350 m3/s. Alors que le cours de l'Österdalälven est régulé (au niveau de Trängslet et du lac Siljan), le cours du Västerdalälven est libre et subit donc de plus grandes variations saisonnières. Ainsi, au niveau du parc, le fleuve est encore relativement peu régulé, avec un débit allant de 50 m3/s à plus de 2 000 m3/s. C'est en particulier le seul fjärd dont l'embouchure n'est pas régulée. La régulation de l'Österdalälven a tout de même un impact sur Färnebofjärden, les grandes inondations de la plaine durant les crues de printemps étant plus rares, même si elles sont toujours capables d'inonder plusieurs dizaines de kilomètres carrés.
Outre le fleuve Dalälven, plusieurs petits cours d'eau coulent dans le parc, se jetant dans le fleuve. Parmi ceux-ci, on peut citer la Lillån, la Storån, l'Alderbäcken et la Tiån sur la rive droite (sud), et Bärreksån et Laggarboån sur la rive gauche. On trouve aussi cinq petits lacs dans le parc, en particulier autour de Tinäset. C'est aussi près de Tinäset que se situent les principales tourbières du parc, Lindebergsmossen et Svarviksmossen. 2 150 ha du parc sont constitués de marais et tourbières, soit plus de 20 % de la superficie totale, ce qui correspond à plus d'un tiers de la partie non immergée du parc.

## Géologie

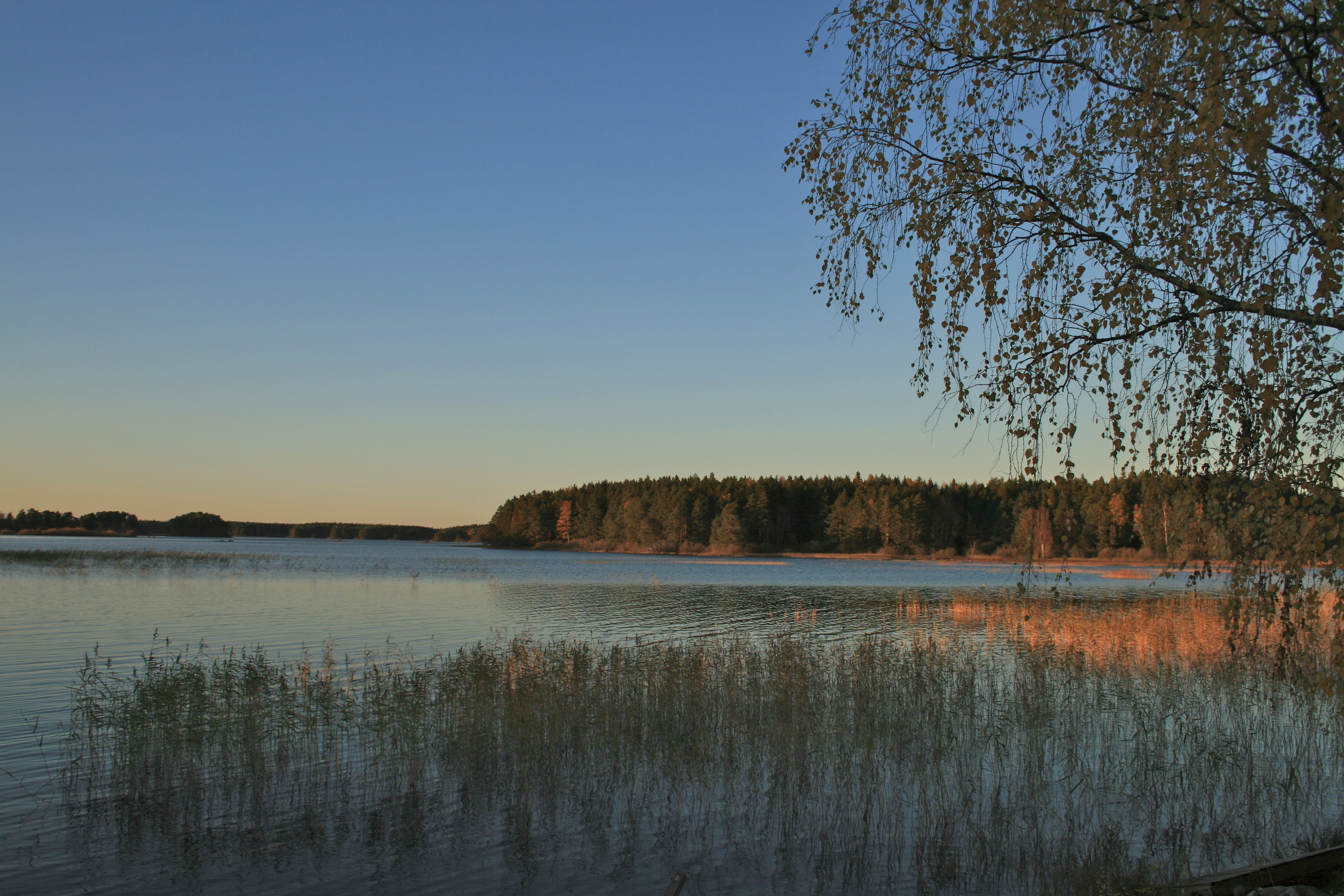
Sur son nouveau cours, le fleuve a créé une mosaïque d'eau, de marais et de forêt.

Le socle rocheux du parc date de la formation des svécofennides, une chaîne de montagne formée il y a entre 1750 et 2500 millions d'années. Les roches y sont essentiellement des granites et gneiss granitiques. La chaîne de montagne susnommée a par la suite subi une longue érosion, aboutissant il y a 600 Ma à ce que l'on appelle la pénéplaine subcambrienne.
Durant la dernière glaciation, la Suède fut recouverte d'un inlandsis, qui se retira de la région il y a environ 10 000 ans. Le glacier laissa dans la région de nombreux eskers et moraines, tel que l'esker Enköpingsåsen. Lorsque le glacier se retira, le sol avait été tellement compressé par sa masse que toute la zone située à l'est d'Avesta se trouvait sous le niveau de la mer. Durant cette période maritime, des sédiments se déposèrent sur le socle, ce qui explique pourquoi la fertilité y est aujourd'hui supérieure à celle du reste du pays. C'est la raison pour laquelle la ligne de séparation entre le nord et le sud (le Limes Norrlandicus), qui passe non loin du parc, est tellement visible dans la région, la zone au nord du limes n'ayant pas été recouverte de ces sédiments.
Lorsque cette mer, appelée mer à Littorines, et ancêtre de la mer Baltique, se retira, le fleuve Dalälven se retrouva bloqué au niveau d'Avesta par un des eskers formés par l'inlandsis : Badelundaåsen. En effet, avant la glaciation, le fleuve continuait en direction du lac Mälar dans lequel il se jetait et il avait ainsi creusé une vallée sur toute cette section. Du fait de la présence de cet obstacle, il fut contraint de se diriger vers le nord-est. Ainsi, dans toute la section du Bas-Dalälven, le fleuve n'a pas eu le temps de se creuser une vraie vallée. Il a alors dû s'adapter à la topologie du terrain, formant de larges fjärds avec de nombreuses îles dans les sections les plus plates, et, au contraire, un cours plus étroit et rapide au niveau des différents eskers rencontrés sur le chemin.

## Milieu naturel
Le parc de Färnebofjärden est, d'après la classification du WWF, situé dans l'écorégion terrestre forêts mixtes sarmatiques, non loin de la frontière sud de la taïga scandinave et russe.

### Flore

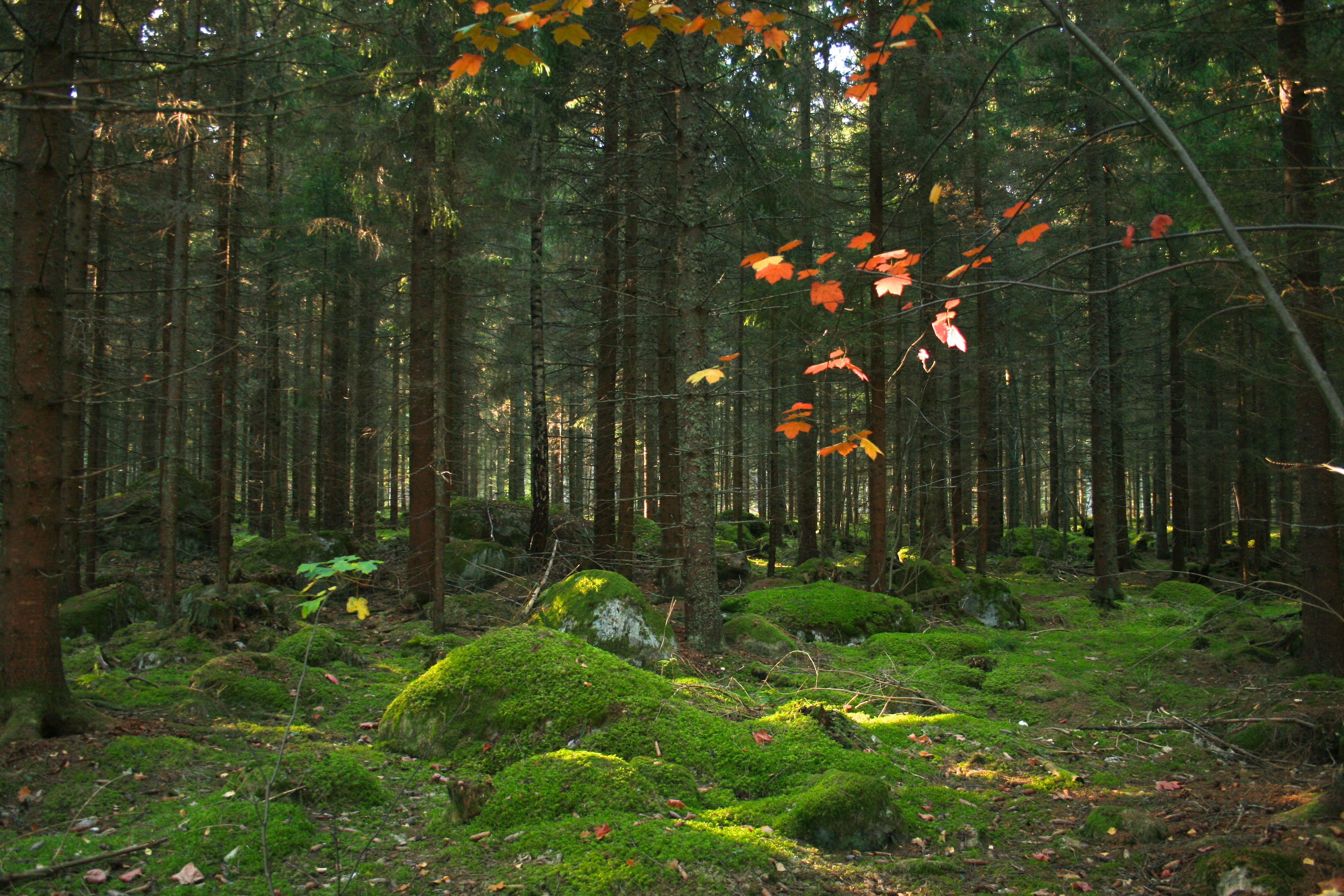
Forêt de conifères sur l'île de Mattön, au nord-est du parc.

Presque tous les types de forêts du centre de la Suède sont présents dans le parc, ce qui est lié à la fois à la présence de milieux secs et humides, et à la proximité de la ligne Limes Norrlandicus, marquant la frontière entre les environnements du nord et du sud. Ceci implique la présence dans le parc de milieux et d'espèces caractéristiques à la fois du Nord et du Sud de la Suède. Un grand nombre d'espèces classées comme espèces menacées en Suède est présent dans le parc : 2 espèces de plantes vasculaires, 25 espèces de mousses, 34 espèces de lichens et 22 espèces de champignons.
Le parc présente différents environnements en ce qui concerne la flore, les principaux étant des forêts de conifères (1 000 ha, soient 9,9 % du parc), des forêts mixtes (1 460 ha, soient 14,5 % du parc), des tourbières ouvertes (1 650 ha, soient 16,3 % du parc) ou boisées (500 ha, soient 5 % du parc) et enfin des prairies humides (750 ha, soient 7,4 % du parc).
Les forêts de conifères, principalement d'épicéa commun (Picea abies), sont en particulier présentes dans le sud du parc autour de Tinäset, sur l'île de Torrön et dans la péninsule Öbyhalvön. Ces forêts n'ont pas été exploitées depuis les années 1950 et certains arbres ont même plus de 120 ans. Ces vieux arbres, ainsi que la présence de bois mort, donnent à cette forêt un aspect très ancien et contribuent à une grande richesse en lichens et champignons. Le sol est souvent couvert de mousse, l'espèce caractéristique étant Hylocomium splendens, mais Anastrophyllum hellerianum et Nowellia curvifolia sont aussi fréquentes. On trouve aussi des myrtilles (Vaccinium myrtillus) et airelles rouges (Vaccinium vitis-idaea) dans les sous-bois.

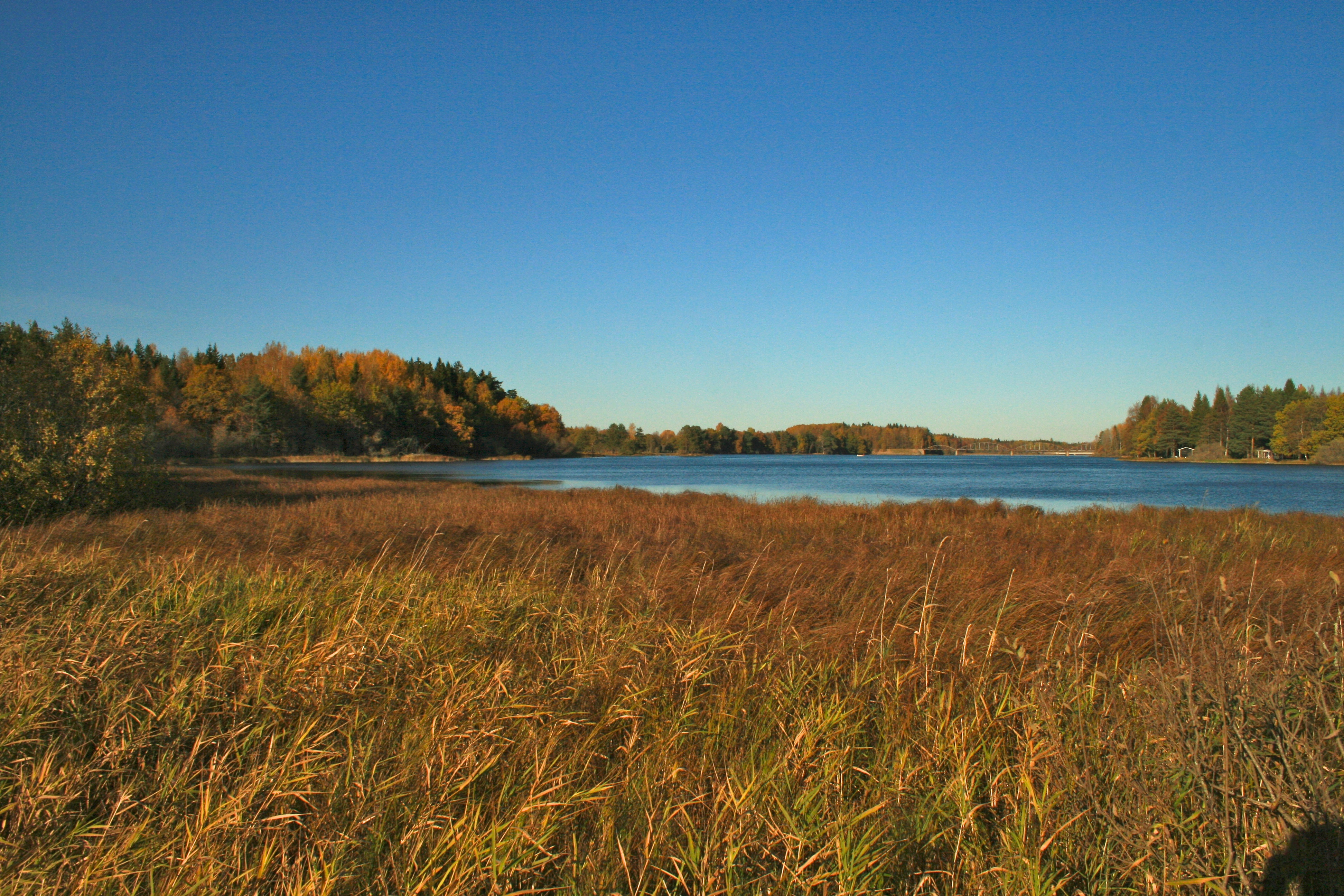
Zones humides sur l'île de Mattön.

Dans les zones plus sujettes aux inondations, les conifères se font plus rares, n'aimant en général pas les zones trop humides. Dans ces forêts, on peut alors trouver des feuillus tels que le tremble (Populus tremula), très commun dans le Bas-Dalälven, mais rare dans le reste du pays. Ces forêts comportent également du chêne pédonculé (Quercus robur) et du tilleul à petites feuilles (Tilia cordata), et les forêts les plus humides sont majoritairement constituées d'aulne glutineux (Alnus glutinosa), de bouleaux et de saules,. La richesse de ces forêts et en particulier de leur sous-bois dépend avant tout de la nature du sol. Les sols les plus pauvres voient pousser des myrtilles, des myrtilles des marais (Vaccinium uliginosum), des lédons des marais (Rhododendron tomentosum) et de la plaquebière (Rubus chamaemorus), tandis que les plus riches sont peuplés en particulier de muguet de mai (Convallaria majalis), de fraisier des bois (Fragaria vesca), de calamagrostide blanchâtre (Calamagrostis canescens) et de lysimaque commune (Lysimachia vulgaris).
Là où les inondations sont les plus fréquentes, les feuillus eux-mêmes sont absents, laissant place à un paysage ouvert. Le paysage est alors une prairie et, parfois, cette prairie finit par se transformer en tourbière. La végétation des prairies est caractérisée par des calamagrostides blanchâtres, de la molinie bleue (Molinia caerulea), du trèfle d’eau (Menyanthes trifoliata), de la lysimaque commune, de la potentille des marais (Potentilla palustris), de la renoncule flammette (Ranunculus flammula), du gaillet des marais (Galium palustre), du populage des marais (Caltha palustris), de la salicaire commune (Lythrum salicaria) et de la violette Viola uliginosa, cette dernière étant une espèce menacée dans le pays. Dans les tourbières, la végétation est pauvre, avec principalement du piment royal (Myrica gale), Andromeda polifolia, de la linaigrette à feuilles étroites (Eriophorum angustifolium) et des espèces de Carex. Le sol est souvent couvert de sphaignes et autres mousses.

### Faune

#### Mammifères

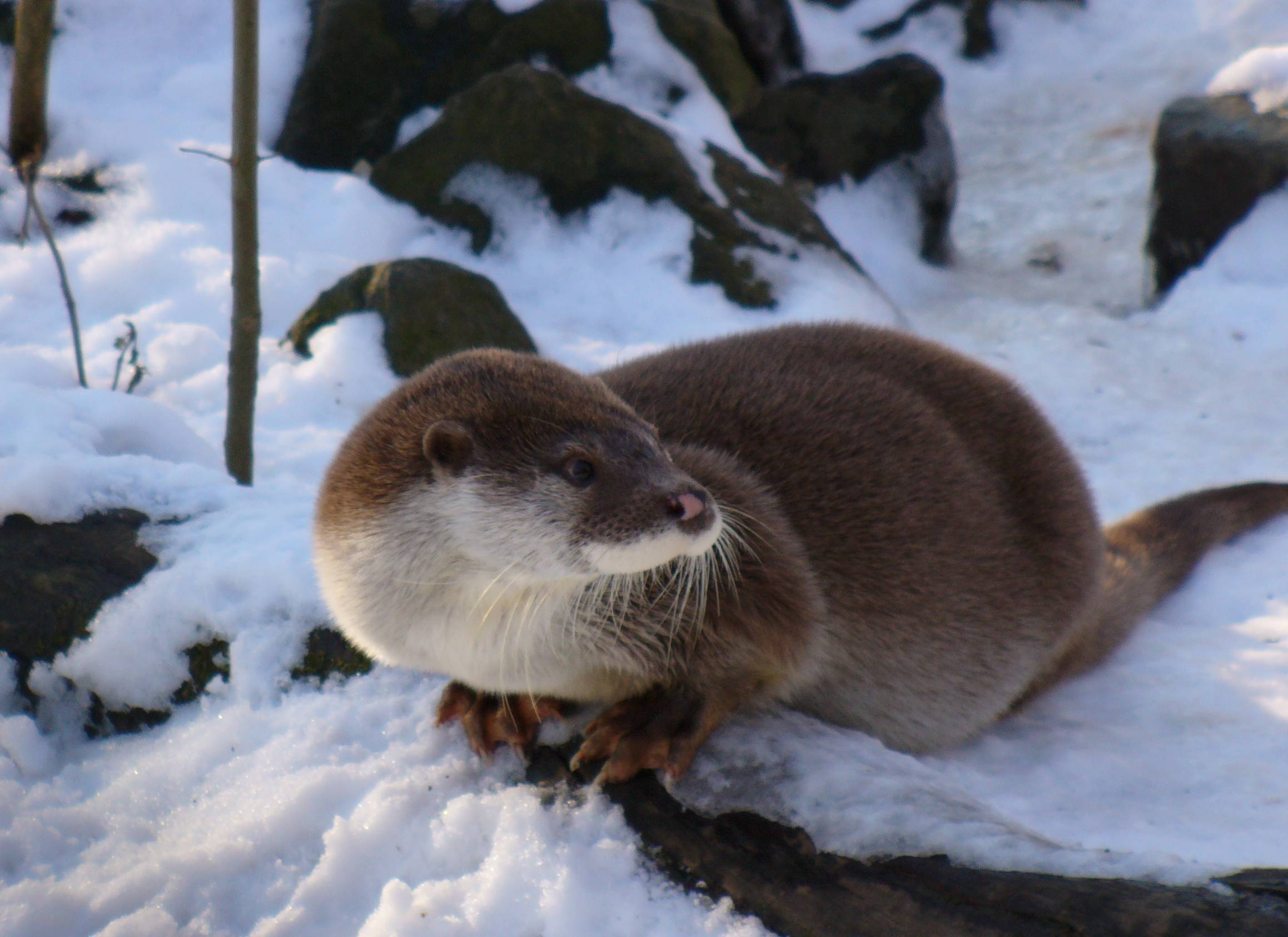
La loutre d'Europe.

Le parc accueille plusieurs espèces de mammifères. Les plus répandues sont l'élan (Alces alces), le chevreuil (Capreolus capreolus), le lièvre variable (Lepus timidus), le renard roux (Vulpes vulpes) et la martre des pins (Martes martes). Depuis les années 1980, on observe même le castor d'Europe (Castor fiber) autour des îles Torrön et Ängsön, ainsi que près de Gysinge. En 2008, il fut de même constaté que le sanglier (Sus scrofa) tendait à s'installer dans le parc. Plus rarement, on observe aussi le lemming des bois (Myopus schisticolor) dans la partie nord du parc. Quatre espèces de mammifères présentes dans le parc sont considérées comme menacées en Suède. Ainsi, le lynx boréal (Lynx lynx) s'observe régulièrement autour de Öbyhalvön, Tinäset et Gärdsvekarna, aux côtés des ours bruns (Ursus arctos) et des loups (Canis lupus), bien que ces derniers soient moins fréquents. Les trois autres espèces menacées sont la loutre d'Europe (Lutra lutra), que l'on peut observer près des rapides, la chauve-souris murin des marais (Myotis dasycneme, très rare en Suède) et la noctule commune (Nyctalus noctula).

#### Oiseaux

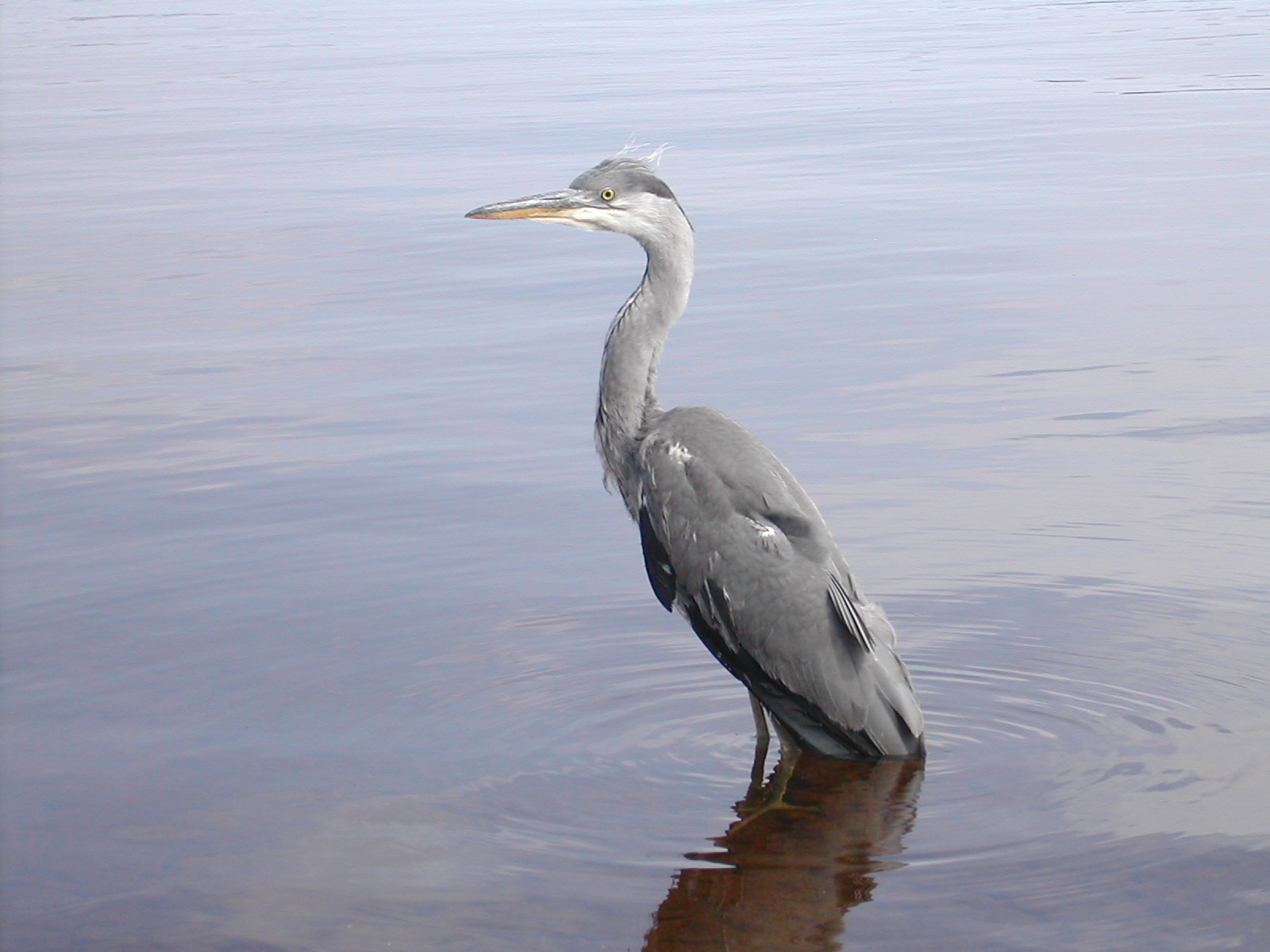
Un héron cendré dans le parc de Färnebofjärden.

Les oiseaux sont sans conteste la classe d'animaux la plus réputée du parc. Plus de 200 espèces ont été rapportées, dont au moins 107 nichent régulièrement dans le parc. Cette richesse est en partie liée à la présence à la fois d'espèces caractéristiques du sud et du nord. De plus, le parc contient à la fois des espèces d'oiseaux aquatiques et des espèces sylvestres.
Le parc possède une riche population d'oiseaux aquatiques, attirés par des eaux peu profondes et riches en poissons. La proximité de grands arbres, en particulier les pins, offrent de bonnes possibilités pour la nidification. Les espèces les plus fréquentes sont le goéland cendré (Larus canus), la sterne pierregarin (Sterna hirundo), le plongeon arctique (Gavia arctica), le cygne tuberculé (Cygnus olor). Dans les zones humides, on trouve fréquemment le héron cendré (Ardea cinerea), le grand Tétras (Tetrao urogallus) ou encore la grue cendrée (Grus grus). Une des espèces aquatiques les plus notables est le balbuzard pêcheur (Pandion haliaetus), avec une trentaine de couples — probablement une des plus importantes densités du pays. Le pygargue à queue blanche (Haliaeetus albicilla), espèce classée menacée dans le pays, avait pratiquement disparu du parc dans les années 1970, mais elle est maintenant revenue.

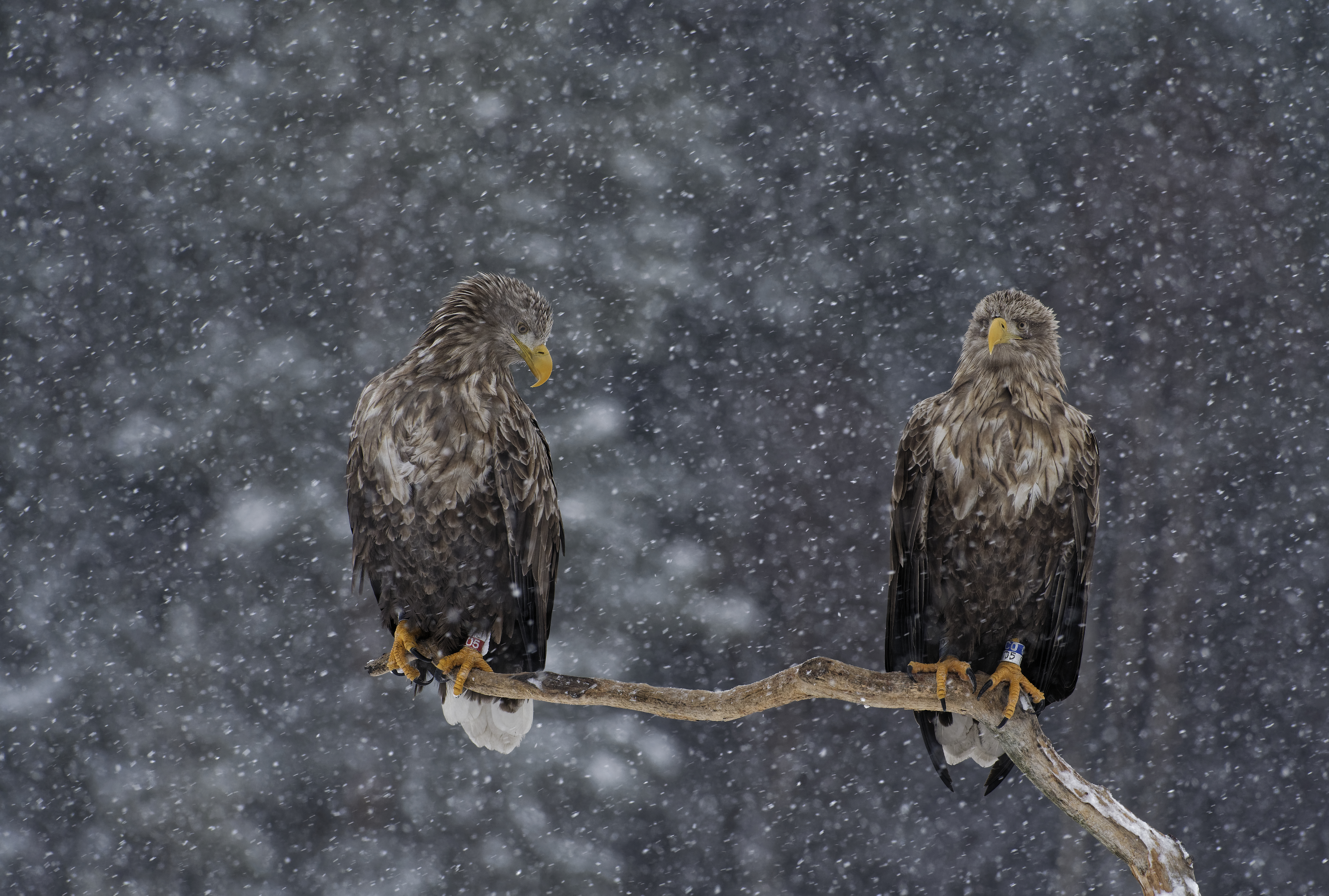
Deux pygargues à queue blanche sous la neige dans le parc. Janvier 2018.

Cependant, ce sont les espèces forestières qui sont les plus notables du parc et en particulier les picidés et strigiformes (famille des chouettes et hiboux). En ce qui concerne les picidés, le pic épeiche (Dendrocopos major) est le plus courant, mais le pic noir (Dryocopus martius), le pic vert (Picus viridis) et le pic épeichette (Dendrocopos minor) sont fréquents eux aussi. La population de pic à dos blanc (Dendrocopos leucotos), espèce classée très menacée en Suède avec seulement 16 individus dans tout le pays en 2004, a diminué dans le parc. Des 7 couples observés en 1976, seul un individu a été observé en 2003, puis de nouveau un couple en 2010. Cette espèce apprécie particulièrement les vieilles forêts avec de nombreux bois morts et l'espèce est donc un bon indicateur de la richesse de la forêt. Au contraire, le pic cendré (Picus canus) se fait plus fréquent. En ce qui concerne les strigiformes, les espèces les plus courantes sont la chevêchette d'Europe (Glaucidium passerinum) et la chouette de l'Oural (Strix uralensis). Cette dernière est d'ailleurs le symbole du parc. En dehors de ces espèces, on peut noter la buse variable (Buteo buteo), le faucon hobereau (Falco subbuteo), ou encore, entre autres, la bondrée apivore (Pernis apivorus).

#### Reptiles et amphibiens

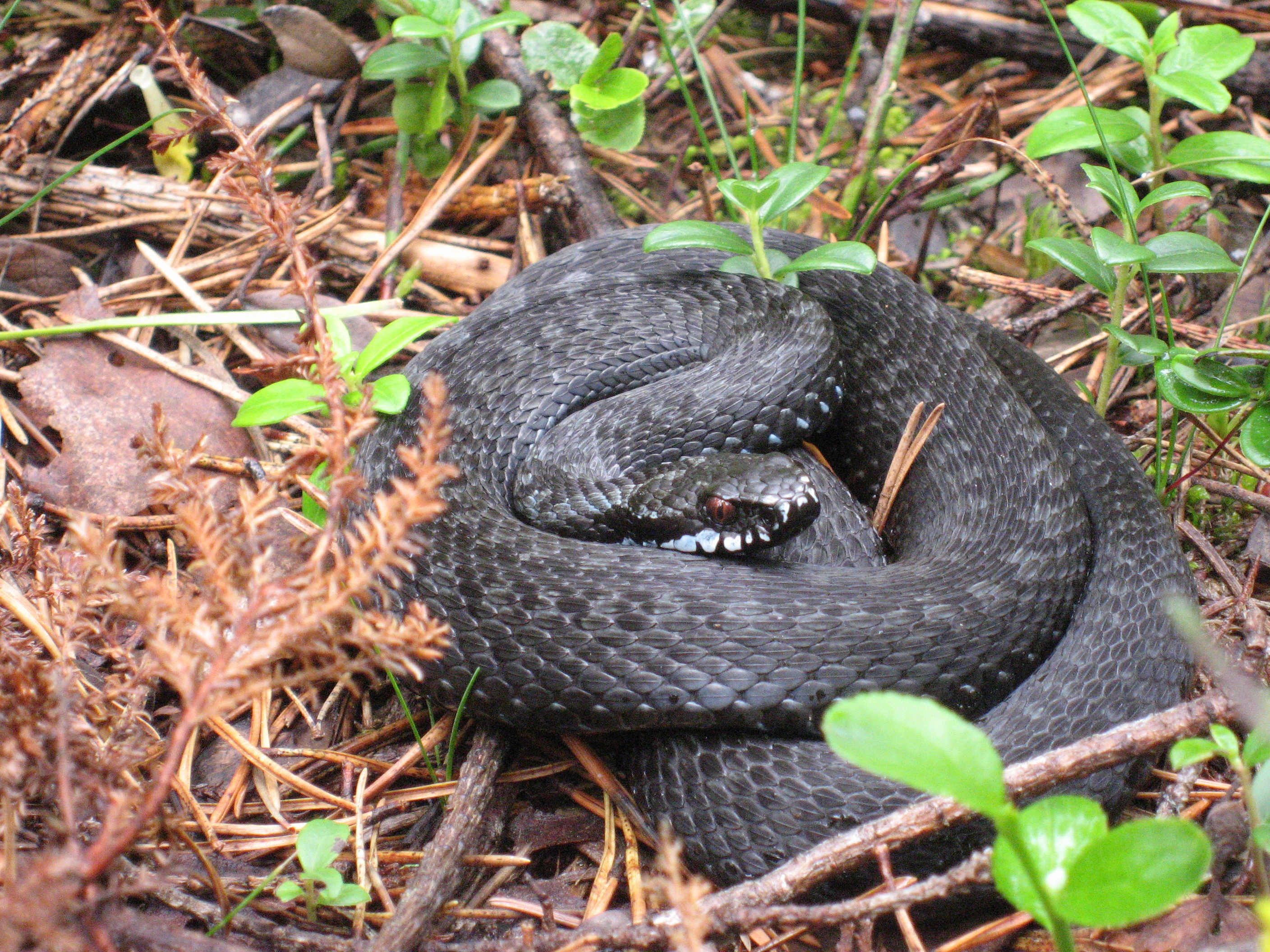
Vipère péliade dans le parc de Färnebofjärden.

Le parc accueille la totalité des principales espèces suédoises d'amphibiens. Parmi ces espèces, on peut citer le crapaud commun (Bufo bufo), la grenouille rousse (Rana temporaria) et la grenouille des champs (Rana arvalis), ainsi que les triton crêté (Triturus cristatus) et triton commun (Lissotriton vulgaris). Parmi les reptiles, les espèces les plus fréquentes sont les serpents vipère péliade (Vipera berus) et couleuvre à collier (Natrix natrix), ainsi que le lézard vivipare (Zootoca vivipara) et l'orvet (Anguis fragilis).

#### Poissons
Les eaux du parc figurent parmi les plus riches de Suède, ce qui s'explique par un grand nombre de facteurs, tels qu'une acidité optimale, une grande richesse en nutriments, ou encore, entre autres, des zones de rapides alternant avec des zones plus calmes. Ces eaux permettent au parc de compter à la fois un grand nombre d'espèces, un grand nombre d'individus et des poissons de grande taille. Parmi les espèces présentes, on peut nommer plusieurs espèces de cyprinidés (famille des carpes), dont en particulier l'aspe (Aspius aspius), rare en Suède. Les eaux regorgent aussi de grands brochets (Esox lucius), avec des spécimens atteignant parfois 20 kg, de perches communes (Perca fluviatilis), de sandres (Sander lucioperca) et d'ombres communs (Thymallus thymallus), dont l'espèce est classée menacée en Suède, tout comme la truite (Salmo trutta). Le saumon atlantique (Salmo salar) était aussi présent dans les eaux du parc, mais les barrages en aval ont considérablement réduit ses possibilités de rejoindre le parc. L'écrevisse à pattes rouges (Astacus astacus), espèce menacée dans le monde, était relativement fréquente dans les eaux du Dalälven, mais a désormais presque entièrement disparu ; quelques prises dans le parc sont cependant rapportées de temps en temps.

#### Insectes
Seuls les insectes des forêts ont été véritablement répertoriés, mais plus de 70 espèces d'insectes sont d'ores et déjà inscrites sur la liste des espèces menacées en Suède. La présence de bois mort favorise la présence de nombreux insectes. La plupart des insectes de forêt vivent dans l'aubier ou entre l'aubier et l'écorce. En particulier, l'épicéa commun et le chêne pédonculé sont les arbres supportant la plus grande richesse en insectes.
Les espèces d'insectes qui sont les plus associées au parc et au Bas-Dalälven en général sont les moustiques du genre Aedes. En effet, les zones humides du parc sont extrêmement productives en moustiques, en particulier lors des fortes crues de printemps. La quantité de moustiques dans le Bas-Dalälven n'a ainsi pas d'équivalent en Suède hormis dans les vastes zones humides de Laponie. Cette abondance incommode non seulement les touristes du parc durant la saison estivale, mais aussi toute la région, jusqu'à Uppsala. Entre 2002 et 2008, l'insecticide Bacillus thuringiensis israelensis fut utilisé pour tenter de réguler ces populations, ce qui a nécessité une dérogation, son utilisation étant interdite en Suède et contraire aux principes du parc national. Cependant, le projet ne fut pas reconduit, cette méthode n'étant pas considérée comme une solution durable et certains scientifiques considérant que les moustiques font partie de l'écosystème de la région.

## Histoire

### Les premières installations et l'agriculture
Il y a 6 000 ans, le Bas-Dalälven était une baie de la mer à Littorines, mais au fur et à mesure que la terre s'éleva, les crêtes (eskers) constituèrent les meilleurs sites pour les premières installations fixes. Il était aisé de se nourrir grâce au fleuve et ces lieux étaient plus faciles à défendre. En outre, le fleuve était plus facile à traverser à ce niveau. Ainsi, c'est sur l'esker d'Enköpingsåsen que l'on trouve la plupart des sites préhistoriques et plusieurs des routes d'aujourd'hui suivent le tracé d'anciennes routes le long des eskers. Parmi les sites préhistoriques du parc, on peut ainsi citer des sites de l'âge de la pierre à Trångnäs et Sandön, et des cairns sur Hemön et Utön.
Lorsque l'agriculture sédentaire se développa dans la région, durant l'âge du bronze et l'âge du fer, les pentes des crêtes étaient de nouveau les sites privilégiés, étant plus faciles à cultiver et n'étant pas inondées par le fleuve. Cependant, les zones humides étaient aussi utilisées pour la fenaison, donnant une production importante et de bonne qualité. Le foin était stocké dans des granges à proximité et était apporté aux villages alentour durant l'hiver pour nourrir les animaux. Certaines de ces granges sont encore visibles près de Torrösundet et sur Västerön. Les zones boisées étaient quant à elles utilisées comme terrain de pâture estivale (transhumance) et des chalets (Fäbod) y étaient construits afin de garder les bêtes pendant cette période. Une quinzaine de ces chalets se trouvent dans le parc ou à proximité immédiate, principalement autour de Tinäset et au sud de Gysinge. La transhumance a cessé au début du XXe siècle.

### Industrie

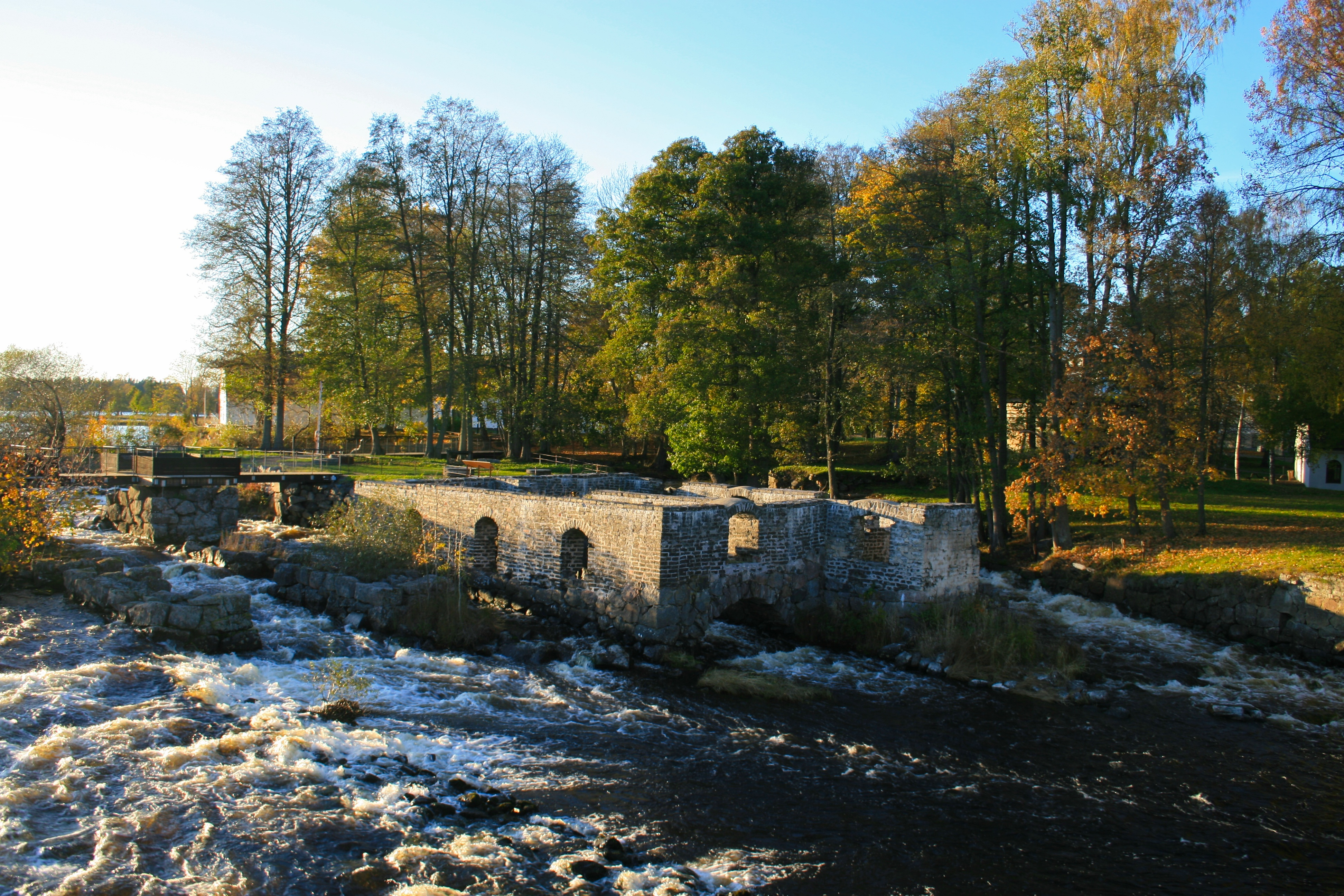
Ruines d'une scierie utilisant la force du fleuve à Gysinge.

Une des caractéristiques de la région ayant fortement influencé le mode de vie est la présence de métaux (en particulier de fer), et ce, depuis l'âge du fer. Les hommes commencèrent alors à combiner l'agriculture avec l'extraction du fer. Cette exploitation a laissé de nombreuses traces dans le parc. Certaines zones du parc étaient elles-mêmes utilisées comme sites d'extraction, tels qu'à Tinäset, où l'on extrayait de la limonite des marais. L'industrie du fer dans la région nécessitait une grande consommation de bois, ce qui justifia initialement la sylviculture dans le parc. Ainsi, les bois de Tinäset, par exemple, furent fortement exploités pour alimenter la mine d'argent de Sala. À la fin du XIXe siècle, de nombreuses scieries furent construites le long du fleuve ; elles étaient utilisées pour le flottage du bois. Cette activité cessa lors de la création des barrages sur le fleuve. Un musée du flottage du bois se trouve à Gysinge, aux abords immédiats du parc. Les forêts les plus humides ont en grande partie échappé à l'industrie du bois, servant ainsi de sanctuaire de biodiversité durant cette période d'exploitation.
Cependant, la trace la plus évidente de l'industrie du fer dans la région est la forge de Gysinge. Cette forge fut fondée en 1668, initialement pour la production d'armes. L'emplacement de la forge permettait un bon accès au métal, extrait de la mine de Dannemora, au bois et à l'énergie des rapides de Gysinge. La forge s'est agrandie rapidement et au XVIIIe siècle se construiront autour de la forge des logements, des moulins, des étables, un manoir ou encore une auberge. Au XVIIIe siècle, la forge était l'une des plus grandes du pays, avec 50 personnes y travaillant directement ; 3 000 personnes étaient en outre liées à la forge d'une façon ou d'une autre. La forge fut aussi la première au monde à utiliser un four à induction, le four Kjellin. La forge ferma au début des années 1900.
Une centrale hydroélectrique fut construite à Gysinge en 1917, mais il ne s'agit que d'une centrale de faible ampleur, utilisant une déviation d'une petite partie du fleuve.

### Protection
Le Bas-Dalälven est depuis longtemps reconnu en Suède comme un site remarquable et méritant d'être protégé. Dans les années 1960, la société suédoise pour la conservation de la nature (naturskyddsföreningen) s'engagea pour la protection de Färnebofjärden, en particulier de la zone de Tinäset, et effectua de nombreux inventaires dans la zone. Au début des années 1970, Stora AB voulut couper toutes les forêts lui appartenant dans la partie nord de Tinäset. L'ornithologue Stig Holmstedt prit alors contact avec la société suédoise pour la conservation de la nature et forma un groupe de travail pour amener à la protection de la zone, ce qui aboutit à la formulation d'une proposition de parc national en 1975. Seule la commune de Sandviken reprit l'idée et forma la même année la réserve naturelle de Gysinge. Dans les années qui suivirent, la géomorphologie, faune et flore du Bas-Dalälven furent inventoriées de façon systématique. Ceci aboutit à la formulation d'un plan de protection par Naturvårdsverket et les comtés concernés. En 1989, dans le premier plan directeur pour la création de parcs nationaux établi par Naturvårdsverket, Färnebofjärden est proposé comme futur parc national. En 1997, Färnebofjärden est proposé sur la liste de la convention de Ramsar, et, finalement, le parc national est inauguré par le roi le 10 septembre 1998. Le motif de la création du parc est de « préserver un paysage fluvial unique ainsi que les riches forêts et zones humides alentour dans un état relativement intact ». Il comprenait alors une grande partie de l'ancienne réserve de Gysinge, qui fut donc reformée en 1999 avec toutes les zones non incluses dans le parc. Le 19 novembre 2001, le parc fut finalement ajouté à la liste Ramsar. Il fait aussi partie du réseau Natura 2000. En 2011, le Bas-Dalälven fut classé réserve de biosphère par l'UNESCO sous l'appellation Paysage de la rivière Nedre Dalälven.

## Gestion et administration

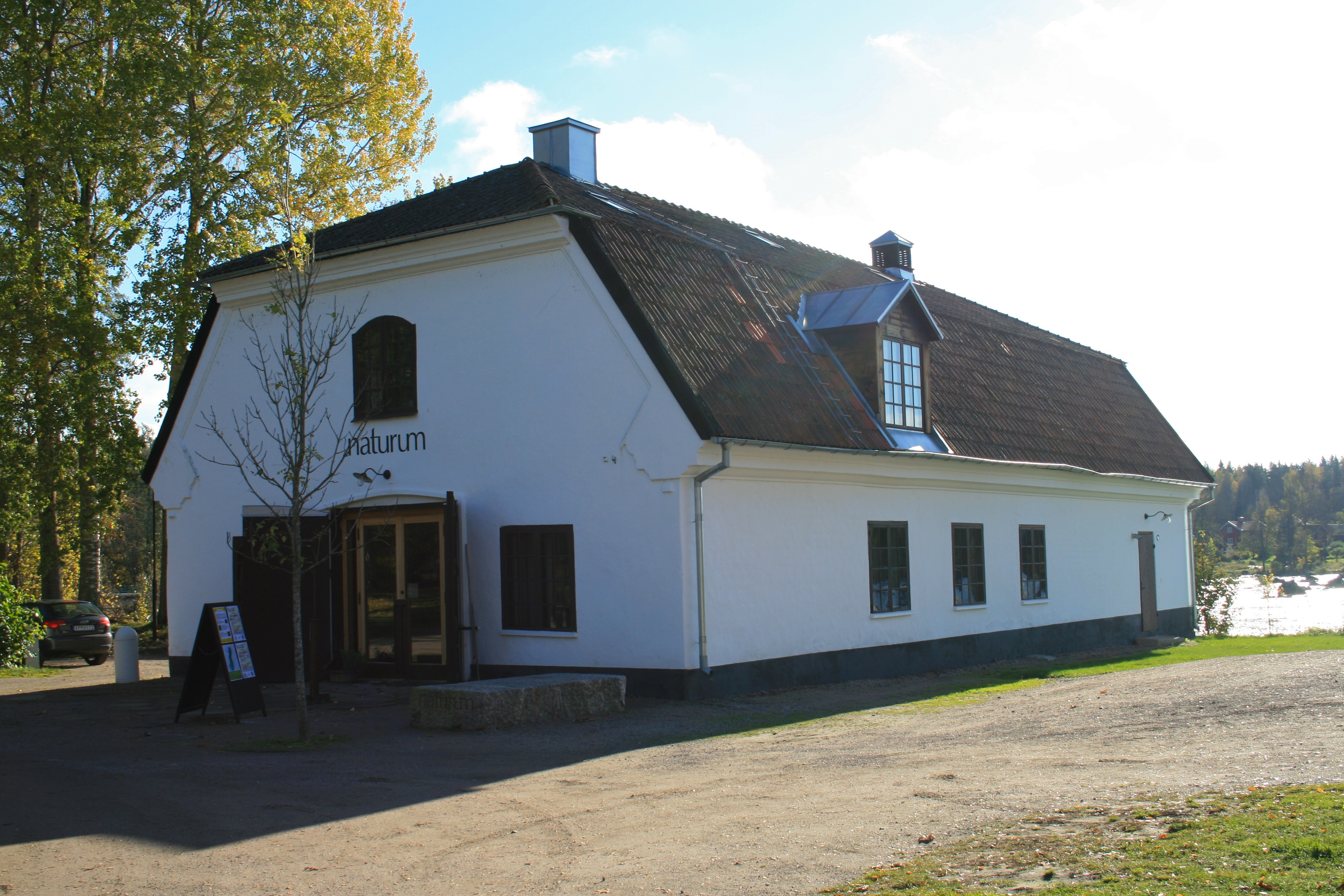
Le comté de Gävleborg est responsable du naturum du parc.

Comme pour la plupart des parcs nationaux de Suède, la gestion et l'administration sont divisées entre l'agence suédoise de protection de l'environnement (Naturvårdsverket) et le conseil d'administration des comtés (Länsstyrelse). Naturvårdsverket est chargé de la proposition des nouveaux parcs nationaux, sur consultation des conseils d'administration des comtés et des communes, et la création est entérinée par un vote du parlement. Le terrain est ensuite acheté par l'État, par l'intermédiaire de Naturvårdsverket. La gestion du parc est ensuite principalement entre les mains du comté, mais malgré le fait que le parc de Färnebofjärden soit situé sur le territoire de quatre comtés, seul le conseil d'administration du comté de Västmanland est chargé de la gestion du parc. En revanche, le naturum (centre d'information sur la nature du parc) est géré par le comté de Gävleborg, se situant sur son territoire.
Le travail de gestion dans le parc comprend l'entretien des infrastructures touristiques (sentiers, chalets, etc.), ainsi que l'entretien de certaines prairies. La population de castor, pouvant nuire à la forêt, peut être, le cas échéant, régulée par les autorités du parc. La chasse à l'élan, au chevreuil et au vison d'Amérique est autorisée à des fins de régulation, mais est cependant interdite entre le 1er janvier et le 15 août. Afin de protéger les oiseaux, certaines zones étaient interdites durant les périodes de nidification, du 1er janvier au 15 juin. Ces zones fixes ont été remplacées en 2015 par la possibilité de créer des zones temporaires permettant de s'adapter aux zones où les espèces les plus vulnérables se trouvent. L'interdiction d'exercer une activité commerciale a aussi été retirée. Enfin, la limite de vitesse en bateau a été abaissée de 12 à 7 nœuds, sauf sur certaines sections où la vitesse est limitée à 12 ou 20 nœuds.

## Tourisme

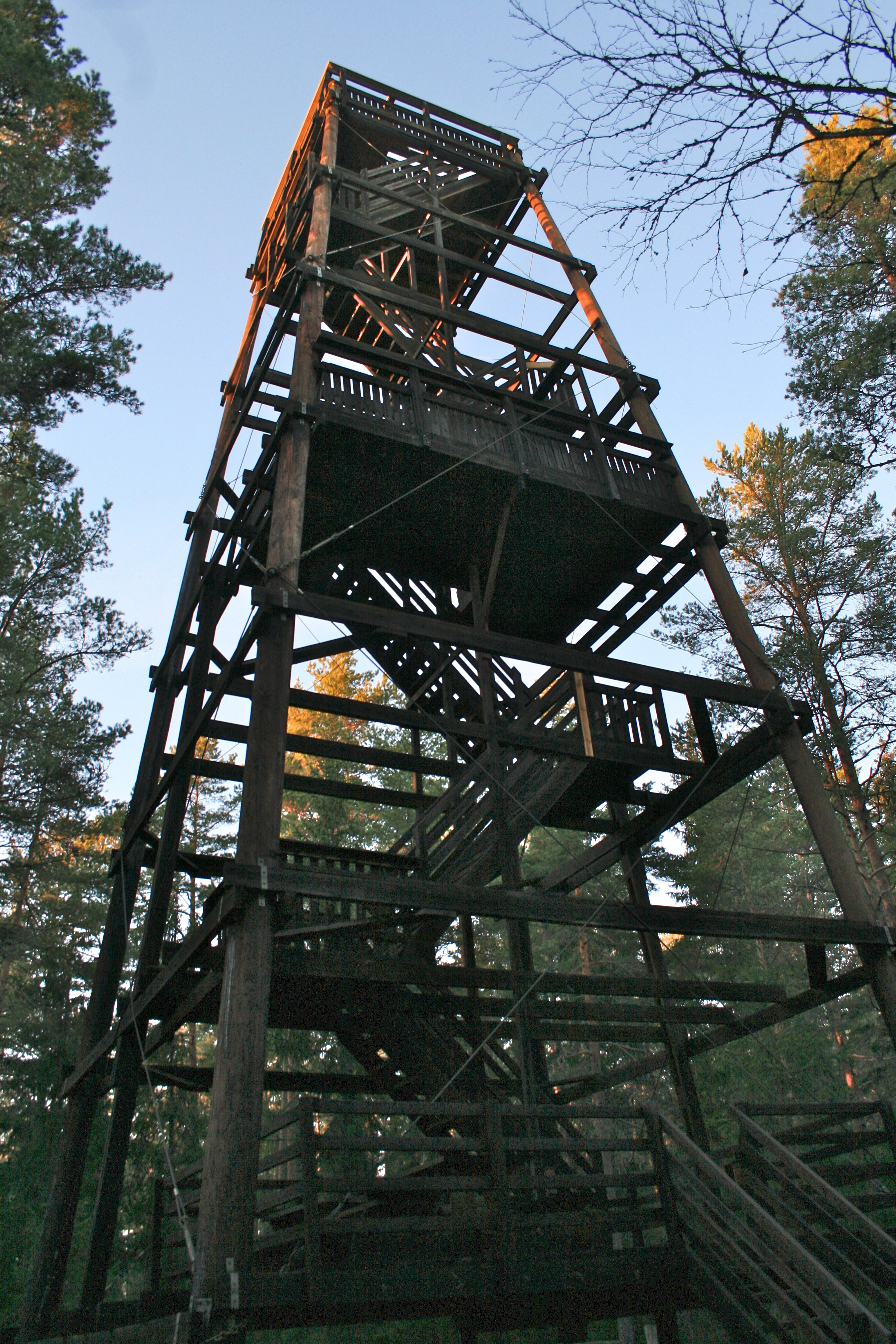
La tour d'observation offre une vue exceptionnelle sur le parc.

Le parc et les zones alentour attirent de nombreux touristes. Ainsi, la forge de Gysinge est visitée annuellement par 250 000 personnes, un chiffre en rapide augmentation, la péninsule d'Östa par 75 000 personnes et Tyttbo par 10 000 personnes. Cependant, ces visites sont en général très localisées.
Les entrées principales du parc sont au niveau de Gysinge et Sevedskvarn, tous deux situés près de la route nationale 56. Ces deux entrées possèdent des parcs de stationnement. Des terrains de camping existent à Östa, Tyttbo et Österfärnebo, et il est également possible de se loger à l'auberge de la forge de Gysinge (Gysinge bruk Wärdshus). Dans le parc en lui-même, plusieurs chalets sont disponibles pour passer la nuit, plusieurs étant d'anciens chalets d'estive.
Les activités principales dans le parc en été sont la pêche sportive, ainsi que les promenades en bateau ou en canoë-kayak. La navigation est en effet une des meilleures façons d'explorer le parc et l'île de Sandön est en particulier très populaire. Le parc attire aussi de nombreux ornithologues en hiver et au printemps, en particulier près de Tinäset où l'avifaune est la plus riche. Cependant, la section de route qui permettait d'y accéder fut fermée, car elle traversait le parc — fermeture décidée lors de la création de celui-ci. Par la suite, le nombre de touristes à cet endroit diminua considérablement. Un naturum, centre d'information et d'exposition sur la nature du parc, a été aménagé dans une ancienne étable (datant de 1814) de la forge de Gysinge. À Skekarsbo, une tour d'observation de 20 m de haut fut construite en 1995 et offre une vue panoramique sur la majeure partie du parc. Quelques sentiers de randonnée existent dans le parc, en particulier dans la partie nord : sur l'île de Mattön (entre Gysinge et Sevedskvarn), une partie du Gästrikeleden longeant le parc à partir de Gysinge et le Kyrkstigen allant jusqu'à Skekarsbo. Dans la partie sud, il existe un long sentier permettant d'accéder à Tinäset.